# Jean-Baptiste Moens
Pour les articles homonymes, voir Moens.
Jean-Baptiste Moens (né le 27 mai 1833 à Tournai - mort le 28 avril 1908 à Ixelles) était un philatéliste belge, considéré comme un des premiers marchands de timbres-poste. Il a également été libraire, éditeur et imprimeur.

## Biographie
Sa mère, Colette Blangenois, est seule pour l'élever lui et son demi-frère jusqu'à son mariage avec un militaire en 1838. Son père, Philippe Moens, est un militaire qui a quitté Tournai lors du déplacement de son régiment. Sa mère a tenu un estaminet, puis avec ses fils, elle a suivi son mari Jean-Baptiste Coeckx au gré des déplacements de son régiment.
Jeune, il fait un petit commerce de pièces de monnaie et accumule les premiers timbres-poste oblitérés qui intéressent alors peu de monde.
Il fait d'abord le commerce de livres neufs et d'occasion dans la galerie Bortier à Bruxelles. La date d'installation de son commerce est sujette à débat : son beau-père est connu pour avoir loué une maison dans la galerie en 1849 avant d'en être expulsé ; Moens se faisant alors employé comme garçon de magasin dans une librairie. La première patente payée par Moens pour une librairie dans la galerie Bortier date de 1853.
C'est vers cette époque qu'il y vend également de manière régulière des timbres, en faisant l'un des premiers marchands de timbres professionnels.
En mars 1862, il publie avec Louis Hanciau un catalogue de timbres, le Manuel des collectionneurs de timbres-poste qui est une Nomenclature générale de tous les timbres dans les divers pays de l’univers. Cet ouvrage est le premier du genre en Belgique et le deuxième en langue française après celui du Parisien Alfred Potiquet.
Soucieux de l'actualité de cette collection naissante, il publie en 1862 De la falsification des timbres-poste pour alerter les « timbromanes » contre les faux timbres, et fonde la première publication mensuelle philatélique francophone le Timbre-poste de 1863 à 1900 qui est accompagné de 1874 à 1896 par le Timbre fiscal.
Il publiera aussi en 1878, l'ouvrage Les Timbres de Maurice, un livre qui traite entre autres des Post Office, premiers timbres de Maurice, parmi les plus chers lors de ventes aux enchères. Il fit lui-même l'acquisition de huit des vingt-sept exemplaires de ces timbres connus de nos jours.
Par la suite, les ouvrages écrits par Moens se multiplient traitant des émissions de nombreux pays, actualisant son catalogue et des albums de timbres. Il sert d'éditeur et d'imprimeur à plusieurs auteurs philatéliques.
Pendant ce temps, le commerce de Moens prospère et sa librairie propose également des partitions de musique et des antiquités. En 1871, il déménage son commerce et sa famille rue de Florence.
Il restreint ses activités dans les années 1880 qui sont également le temps des honneurs, comme la présidence de l’Exposition de timbres-poste d’Anvers en 1887. En 1900, il vend l'ensemble de son stock et de sa bibliothèque philatélique.
Installé en 1901 boulevard de la Cambre, à Ixelles, il y meurt en 1908, quatre ans après son épouse Sophie Huys qu'il a épousée en décembre 1854 et avec qui il a eu six enfants.

## Hommage
Le 13 octobre 1973 est émis un timbre-poste à l'effigie de Moens se-tenant avec une vignette portant le logotype de la Chambre professionnelle belge des négociants en timbres-poste. Le timbre commémore sa fondation en 1923.
La ville de Tournai (en Belgique) rebaptisa une rue (Le vieux chemin de Mons) à son nom le 24 octobre 2005.

## Œuvres
- Les Timbres de Maurice depuis leur origine jusqu'à nos jours, 1878, 147 pages. Écrit à partir de la documentation de Edward Benjamin Evans, membre de la Société philatélique de Londres, et de Frederick Adolphus Philbrick, l'ouvrage décrit l'élaboration, la fabrication et les aléas de l'émission des premiers timbres de Maurice dont les séries Post Office et Post Paid.

### Sources
- Christelle Harvengt, Jean-Baptiste Moens, mémoire réalisée sous la direction de Jean-Pierre Devroey (licence en Sciences du livre et des bibliothèques), Université Libre de Bruxelles, Bruxelles, 2001. Un site a été conçu par l'auteur et consultable via web.archive.org.